# Kamil Kerymov
Kamil Kerymov –en ucraniano, Каміль Керімов– es un deportista ucraniano que compite en lucha libre. Ganó una medalla de bronce en el Campeonato Europeo de Lucha de 2021, en la categoría de 57 kg.

## Palmarés internacional
| Campeonato Europeo | Campeonato Europeo | Campeonato Europeo | Campeonato Europeo |
| Año                | Lugar              | Medalla            | Categoría          |
| ------------------ | ------------------ | ------------------ | ------------------ |
| 2021               | Varsovia (Polonia) | Medalla de bronce  | 57 kg              |